# Villette-sur-Ain
Villette-sur-Ain és un municipi francès situat al departament de l'Ain i a la regió d'Alvèrnia-Roine-Alps. L'any 2007 tenia 656 habitants.

## Demografia

### Població
El 2007 la població de fet de Villette-sur-Ain era de 656 persones. Hi havia 245 famílies de les quals 63 eren unipersonals (42 homes vivint sols i 21 dones vivint soles), 66 parelles sense fills, 112 parelles amb fills i 4 famílies monoparentals amb fills.
La població ha evolucionat segons el següent gràfic:
Habitants censats

### Habitatges
El 2007 hi havia 297 habitatges, 242 eren l'habitatge principal de la família, 40 eren segones residències i 14 estaven desocupats. 275 eren cases i 20 eren apartaments. Dels 242 habitatges principals, 209 estaven ocupats pels seus propietaris, 31 estaven llogats i ocupats pels llogaters i 2 estaven cedits a títol gratuït; 2 tenien una cambra, 7 en tenien dues, 26 en tenien tres, 56 en tenien quatre i 151 en tenien cinc o més. 215 habitatges disposaven pel capbaix d'una plaça de pàrquing. A 85 habitatges hi havia un automòbil i a 144 n'hi havia dos o més.

### Piràmide de població
La piràmide de població per edats i sexe el 2009 era:
| Homes | Edats   | Dones |
| ----- | ------- | ----- |
| 4     | 95 o +  | 0     |
| 0     | 90 a 94 | 0     |
| 0     | 85 a 89 | 4     |
| 0     | 80 a 84 | 4     |
| 8     | 75 a 79 | 4     |
| 4     | 70 a 74 | 24    |
| 16    | 65 a 69 | 16    |
| 8     | 60 a 64 | 4     |
| 0     | 55 a 59 | 4     |
| 36    | 50 a 54 | 20    |
| 32    | 45 a 49 | 40    |
| 24    | 40 a 44 | 24    |
| 12    | 35 a 39 | 12    |
| 8     | 30 a 34 | 8     |
| 8     | 25 a 29 | 12    |
| 16    | 20 a 24 | 20    |
| 28    | 15 a 19 | 20    |
| 20    | 10 a 14 | 8     |
| 16    | 5 a 9   | 12    |
| 4     | 0 a 4   | 8     |

## Economia
El 2007 la població en edat de treballar era de 416 persones, 327 eren actives i 89 eren inactives. De les 327 persones actives 300 estaven ocupades (177 homes i 123 dones) i 27 estaven aturades (7 homes i 20 dones). De les 89 persones inactives 21 estaven jubilades, 38 estaven estudiant i 30 estaven classificades com a «altres inactius».

### Ingressos
El 2009 a Villette-sur-Ain hi havia 249 unitats fiscals que integraven 666 persones, la mediana anual d'ingressos fiscals per persona era de 21.460 €.

### Activitats econòmiques
Dels 41 establiments que hi havia el 2007, 2 eren d'empreses extractives, 1 d'una empresa de fabricació d'altres productes industrials, 11 d'empreses de construcció, 8 d'empreses de comerç i reparació d'automòbils, 2 d'empreses de transport, 3 d'empreses d'hostatgeria i restauració, 3 d'empreses d'informació i comunicació, 1 d'una empresa immobiliària, 5 d'empreses de serveis, 2 d'entitats de l'administració pública i 3 d'empreses classificades com a «altres activitats de serveis».
Dels 13 establiments de servei als particulars que hi havia el 2009, 3 eren tallers de reparació d'automòbils i de material agrícola, 3 paletes, 5 fusteries, 1 lampisteria i 1 electricista.
L'any 2000 a Villette-sur-Ain hi havia 12 explotacions agrícoles que ocupaven un total de 594 hectàrees.

## Equipaments sanitaris i escolars
El 2009 hi havia una escola elemental.

## Poblacions més properes
El següent diagrama mostra les poblacions més properes.